# 루비아나 (피에몬테주)

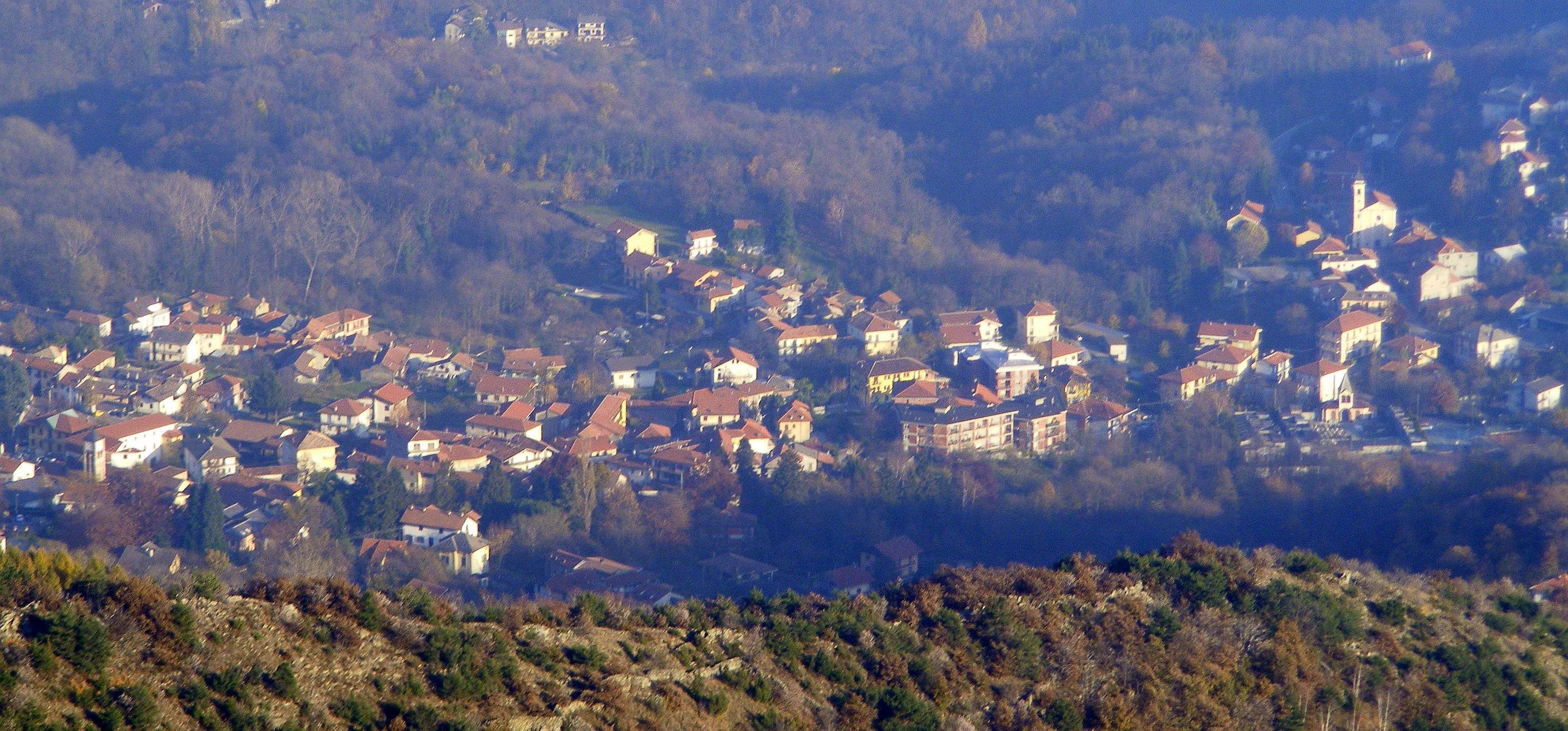
루비아나

루비아나(이탈리아어: Rubiana)는 이탈리아 피에몬테주 토리노 광역시에 있는 코무네로, 토리노에서 북서쪽으로 약 25km(16마일)에 위치해 있다.